# Koenig Johann (Schiff, 1862)
Der Raddampfer Koenig Johann (II) wurde 1862 in der Schiffswerft Blasewitz gebaut. Das Schiff wurde mit der Baunummer 5 auf Kiel gelegt. Namensgeber war der sächsische König Johann.

## Die Zeit nach Indienststellung
Zum Bau des Schiffes wurden Teile der abgewrackten Koenig Johann verwendet. Nach der Indienststellung als Glattdeckdampfer fuhr das Schiff die Vereinigte Sächsisch-Böhmische Dampfschiffahrt, die im März 1867 in die Sächsisch-Böhmische Dampfschiffahrts-Gesellschaft (SBDG) umgewandelt wurde.
Um es dem Zugriff des Königreiches Preußen zu entziehen, wurde das Schiff im Preußisch-Österreichischen Krieg im Mai 1866 nach Theresienstadt verlegt.
Im Jahr 1874 wurde die Zwillingsmaschine in eine Verbundmaschine umgebaut. Die Leistung stieg damit von 110 PS auf 125 PS. Gleichzeitig wurde der Kofferkessel durch einen Zylinderkessel ersetzt. Im Winter 1876/77 wurde das Schiff generalüberholt. 1885 wurden die Schaufelräder in Patent-Schaufelräder umgebaut.
Im Herbst 1891 wurde das Schiff außer Dienst gestellt und abgewrackt. Die Dampfmaschine und den Kessel erhielt die 1892 in Dienst gestellte Bad Schandau.

## Die Dampfmaschine
Die Dampfmaschine sowie der Zwei-Flammrohr-Kofferkessel wurden von der Schweizer Maschinenbauanstalt Escher Wyss & Co. in Zürich gebaut. Es handelte sich hier um eine oszillierende Niederdruck-Zweizylinder-Zwillings-Dampfmaschine mit einer Leistung von 110 PS. 1874 baute Escher Wyss & Co. die Maschine in eine Hochdruck-Zweizylinder-Verbund-Dampfmaschine mit Einspritzkondensation um. Die Leistung betrug 125 PSi. Der alte Kessel wurde durch einen Zwei-Flammrohr-Zylinderkessel mit 5 bar Dampfdruck ersetzt.

## Kapitäne des Schiffes
- Ignaz Hora 1862–1865
- Carl August Russmann 1866
- Ignaz Hora 1867–1868
- Wilhelm Hübel 1869–1870
- Ignaz Hora 1871–1872
- Carl August Richter 1873–1880
- Friedrich Ignaz Beckel 1881–1883
- Carl August Richter 1884–1891